# Argyrocytisus battandieri
Argyrocytisus battandieri és una espècie lleguminosa arbustiva caducifòlia i hermafrodita endèmica del Marroc, al nord-oest d'Àfrica. El seu nom comú és moroccan broom (anglès). És una planta susceptible a ser atacada per plagues com per exemple la cotxinilla Icerya purchasi.

## Morfologia
És un arbust de fins a 4 metres d'alçada, erecte. Les tiges i les branques velles són de color vermellós, amb lenticel·les de color negre, transversals. Les branques joves de menys d'un any presenten una densa vellositat sedosa i verdosa. Perd la fulla cap al final de l'hivern. Són alternes, molt grans, trifoliades, amb pecíol. Els folíols són més aviat semblants però el central és sempre més gran i tots de forma obovada, és a dir, en forma d'ou però invertida. El marge de les fulles és sencer i presenten pilositat sedosa platejada per ambdues cares. Presenten una inflorescència de color groc, en raïm terminal, erecte i molt densa, amb pedicels d'uns 2 mm de llarg. El Calze és allargat, campanulat i amb l'extrem terminal bilabiat. El fruit és un llegum comprimit de fins a 6 cm de llarg recte o insensiblement arquejat, acuminat, atenuat i densament pilòs. El color del fruit és verd als primers i marró quan va madurant. Presenta de 6 a 9 llavors, ovoides, comprimides i de color vermellós.

## Ecologia
Argyrocytisus battandieri és un endemisme del nord d'Àfrica. Creix en boscs de cedres i en menor mesura en alzinars (Quercus ilex, Q. canariensis i Q. faginea) de les muntanyes i altiplans de Rif centre-occidental i el Mig-Atles centre-septentrional. El seu hàbitat són els boscos de muntanya d'uns 1.200-2.100 metres d'altitud sobre terrenys silícics i en ambient fresc i humit.